# The Stars My Destination
The Stars My Destination (Estrelas, o meu destino) é um romance de ficção científica do escritor americano Alfred Bester. Situado no século 24 ou 25, que varia entre as edições do livro, quando os humanos colonizaram o Sistema Solar, conta a história de Gully [Gulliver] Foyle, um teletransportador movido por um desejo ardente de vingança.
Sua primeira publicação foi em forma de livro em junho de 1956 no Reino Unido, onde foi intitulada Tiger! Tiger!, nomeado após o poema de William Blake de 1794 The Tyger, cujo primeiro verso é impresso como a primeira página do romance. O livro continua a ser amplamente conhecido com esse título nos mercados em que esta edição circulou. Foi posteriormente serializado na revista Galaxy em quatro partes começando com a edição de outubro de 1956. Um título provisório foi Hell's My Destination, e o livro também foi associado ao nome The Burning Spear.
Em Portugal, foi publicado sob o título de Estrelas, o meu destino, pela Editora Publicações Europa América.